# Marie Médard
Pour les articles homonymes, voir Médard.
Marie Médard, née le 4 avril 1921 dans le 14e arrondissement de Paris et morte le 27 avril 2013 à Tours, est une résistante et une bibliothécaire française. 

## Biographie

### Famille
Marie Médard naît à Paris dans une famille protestante ; son père, Jean Médard est pasteur de l’Église réformée au Fleix, puis à Rouen.
Elle participe à des mouvements de jeunesse d'inspiration protestante : les éclaireuses unionistes au sein de la Fédération française des éclaireuses et la "Fédé".

### Résistance
Elle ressent dès 1940 le désir de s’engager de manière active dans la lutte contre le nazisme. Pendant la guerre, elle est étudiante en histoire à la Sorbonne, et fait partie de la Fédé (Fédération française des associations chrétiennes d’étudiants). En 1942, elle participe avec des camarades à une manifestation où ils arborent de fausses étoiles pour protester contre le décret imposant le port de l’étoile jaune aux Juifs,

« J'ai fait des actes ponctuels de résistance, avant de m'engager dans un réseau participant vraiment à la guerre. La seule initiative que j'ai prise (après la rafle du Vel d'Hiv), c'est de me poster volontaire pour aider à sauver les enfants juifs, sachant à qui m'adresser pour être mise en rapport avec une personne travailleuse à ce sauvetage. Et aussi les manifestations auxquelles j'ai participé. Mais pour une action de guerre, évidemment clandestine, je ne pouvais qu'attendre d'être contactée. C'est pourquoi mon entrée officielle dans la résistance n'a eu lieu qu'en mars 1944 (Témoignage, le 3 novembre 1999) »

C’est par l’intermédiaire d’Hélène Berr que Marie Médard a ses premiers contacts avec des mouvements organisés de résistance.
Elle convoie d’abord des enfants juifs en zone sud. Au début de 1944, elle rentre dans le réseau Jonque.

### Arrestation, internement et déportation
Arrêtée le 23 juin 1944, torturée par la Gestapo de la rue de la Pompe, elle garde le silence.
Incarcérée à la prison de Fresnes pendant quelques semaines, elle est ensuite déportée à Ravensbrück (Torgau, Koenigsberg) par le convoi parti le 15 août 1944 de la gare de Pantin (convoi I.264 dit « convoi des 57000 »).
Elle est libérée par la Croix-Rouge suédoise le 23 avril 1945.

### Après-guerre
Après la guerre, elle s’implique dans des mouvements œcuméniques et dans des organismes œuvrant pour la réconciliation avec l’Allemagne : en 1948, elle participe à un camp de dénazification dirigé par Klaus von Bismarck à Vlotho (Westphalie) ; l'année suivante, elle est équipière Cimade en Allemagne.
En 1952, elle devient bibliothécaire, travaillant dans un premier temps à la bibliothèque du musée de l’Homme que dirige alors Yvonne Oddon. Parallèlement, elle collabore aux recherches menées sur Ravensbrück par ses camarades de déportation Germaine Tillion (Kouri) et Anise Postel-Vinay.
Après son mariage avec René Fillet en 1953, tous deux sont bibliothécaires à la bibliothèque municipale de Tours.
Elle termine sa carrière à la bibliothèque Cujas, à Paris, entre 1978 et 1983.
Elle décède en 2013 à Tours.

## Décorations
- Chevalier de la Légion d'honneur
- Croix de guerre 1939–1945
- Médaille de la Résistance française (décret du 15 octobre 1945)